# Katy Karrenbauer
Katy Karrenbauer (Duisbourg, 31 décembre 1962) est une actrice, chanteuse et écrivaine allemande. 

## Filmographie

### Cinéma
- 1987 : Das Erste Semester
- 2005 : Max und Moritz Reloaded
- 2007 : Ce qui compte, c'est la fin
- 2015 : Un amour violent

### Télévision
- 2004 : La Chasse au Requin Tueur
- 2008 : Anna und die Liebe
- 2008 : Les Justicières de la nuit